# FIBA Oceania
FIBA Oceania é uma zona dentro da associação FIBA que contem 21 federações nacionais da FIBA.

## Membros
| - Samoa Americana - Austrália - Ilhas Cook - Fiji - Guam - Kiribati | - Ilhas Marshall - Micronésia - Nauru - Nova Caledônia - Nova Zelândia | - Ilha Norfolk - Marianas Setentrionais - Palau - Papua-Nova Guiné - Samoa | - Ilhas Salomão - Taiti - Tonga - Timor-Leste - Tuvalu - Vanuatu |

## Melhores equipes segundo o ranking FIBA
| 11. | C Austrália | 1. | AUS | 219.0 |

| 21. | Nova Zelândia | 2. | NZL | 72.0 |

C Atual campeão da zona